# 하부미나토촌
하부미나토촌(波浮港村)은 일본 도쿄도 오시마 지청 관내에 설치되었던 촌이다. 현재의 오시마정의 일부에 해당한다.